# مارسل هوهلیگ
مارسل هوهلیگ (آلمانی: Marcel Höhlig؛ زادهٔ ۱۴ آوریل ۱۹۷۹) اسکی‌باز اهل آلمان است.